# Cassida subreticulata
Cassida subreticulata — жук подсемейства щитовок из семейства листоедов.

## Распространение
Встречается в Европе, Среднем Востоке, от Сибири до Уссури, в Монголии, Китае (Синьцзян-Уйгурский автономный район).

## Экология и местообитания
Кормовые растения — гвоздичные (Caryophyllaceae): гвоздика растопыренная (Dianthus squarrosus), дрёма белая (Melandrium album), мыльнянка лекарственная (Saponaria officinalis), смолёвка обыкновенная (Silene vulgaris) и Silene dioica.